# Benjamin Ferencz
Benjamin Berell Ferencz (n. 11 martie 1920, Ciolt, Maramureș, România – d. 7 aprilie 2023, Boynton Beach⁠(d), Florida, SUA) a fost un jurist american care a avut funcția de procuror șef în procesele de la Nürnberg.

## Biografie
Benjamin Ferencz s-a născut în data de 11 martie 1920, în orașul Șomcuta Mare, din comitatul Maramureș, Austro-Ungaria (azi în județul Maramureș, România). La vârsta de numai 10 luni, familia sa a emigrat în Statele Unite, unde, peste ani, tânărul Benjamin avea să absolve Facultatea de Drept a prestigioasei Universități Harvard, specializându-se în crime de război. 

### Procuror șef în procesele de la Nürnberg

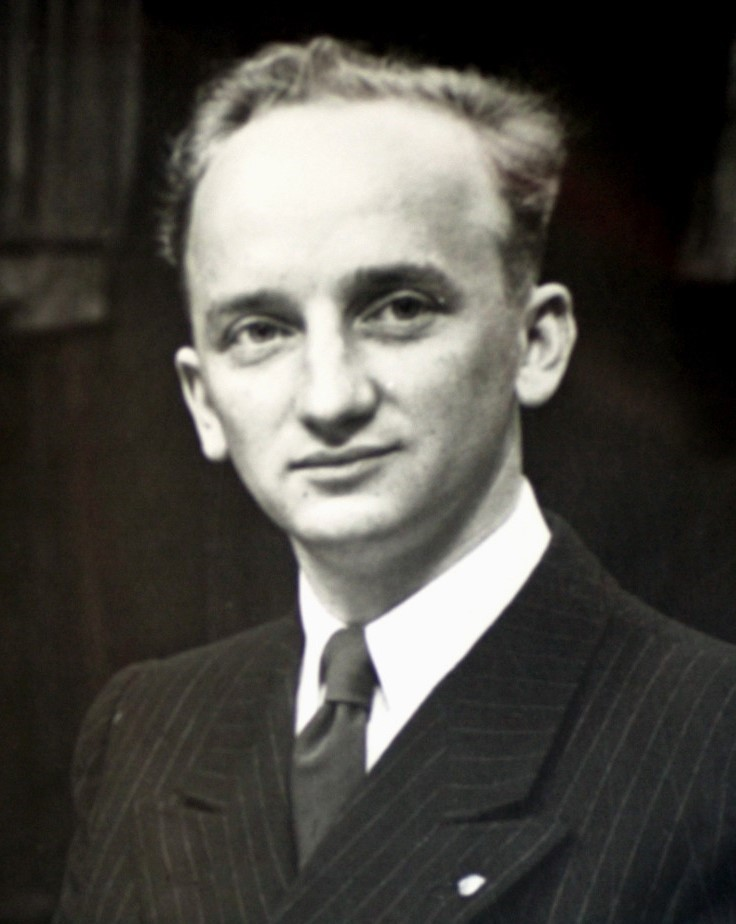
Benjamin Ferencz, 27 de ani

La sfârșit anului 1945, Ferencz a fost eliberat onorabil din armată cu gradul de sergent. 
În 1947, la doar 27 de ani, a fost procuror șef în celebrul proces de la Nürnberg în care toți cei 22 de ofițeri SS judecați pentru uciderea a peste un milion de persoane din Estul Europei au fost condamnați, patru dintre ei primind pedeapsa capitală. 
Într-un interviu din 2017 oferit postului CBS News', acesta declara:
„Credeți că omul care a dat drumul bombei deasupra Hiroshimei a fost un sălbatic? Să vă spun ceva foarte profund, un lucru pe care l-am învățat după mulți ani. Războiul produce ucigași din oameni decenți. Toate războaiele și toți oamenii decenți.
Dacă unii vor război în loc de pace, aceia nu sunt naivi, sunt proști. Au un grad incredibil de prostie, încât sunt în stare să trimită tineri ca să omoare alți tineri, pe care nici măcar nu îi cunosc și care nu le-au făcut vreun rău. Acesta este sistemul actual”

## Distincții
În anul 2009 Benjamin Ferencz a fost distins cu Premiul Erasmus, împreună cu Antonio Cassese; premiul este acordat persoanelor sau instituțiilor care au adus contribuții notabile la cultura, societatea sau știința socială europeană.